# Баяндай (Иркутская область)
Баяндай (бур. баян — богач, богатство, богатый, дайда — земля, просторы; богатый край, богатая земля) — село в Усть-Ордынском Бурятском округе Иркутской области, административный центр Баяндаевского района. Образует сельское поселение «Баяндай».

## Название
Предположительно, местность названа по имени Баяндая — родоначальника бурят баяндаевского рода эхиритского племени.

## География и климат
Расположен в 65 км к северо-востоку от посёлка Усть-Ордынский и в 130 км к северо-востоку от г. Иркутска на реке Баяндайка. Находится в 77 км от Еланцов. До паромной переправы на остров Ольхон расстояние составляет 130 км.
В селе Баяндай климат холодно-умеренный. По сравнению с зимой, летом гораздо больше осадков. По классификации Кёппена — влажный континентальный климат (индекс Dwb) с сухим сезоном зимой (октябрь-апрель) и прохладным летом (июль).
| Показатель                                                              | Янв.  | Фев.  | Март  | Апр.  | Май  | Июнь | Июль | Авг. | Сен. | Окт. | Нояб. | Дек.  | Год   |
| ----------------------------------------------------------------------- | ----- | ----- | ----- | ----- | ---- | ---- | ---- | ---- | ---- | ---- | ----- | ----- | ----- |
| Абсолютный максимум, °C                                                 | 2,0   | 7,3   | 14,4  | 27,0  | 33,2 | 35,3 | 33,6 | 35,8 | 29,9 | 25,7 | 11,8  | 3,1   | 35,8  |
| Средний суточный максимум, °C                                           | −18,8 | −14,2 | −3,5  | 5,7   | 14,8 | 21,2 | 23,1 | 20,6 | 13,6 | 4,0  | −7,6  | −15,7 | 3,5   |
| Средняя температура, °C                                                 | −23,7 | −20,6 | −10,7 | −0,4  | 7,4  | 13,8 | 16,7 | 14,5 | 7,5  | −1,2 | −12,5 | −20,3 | −2,5  |
| Средний суточный минимум, °C                                            | −28,5 | −26,9 | −17,8 | −6,5  | 0,1  | 6,5  | 10,3 | 8,4  | 1,4  | −6,4 | −17,3 | −24,8 | −7,8  |
| Абсолютный минимум, °C                                                  | −47,6 | −45,4 | −36,8 | −28,4 | −10  | −4,7 | −0,6 | −3,6 | −9,3 | −29  | −36,2 | −47,1 | −47,6 |
| Норма осадков, мм                                                       | 7     | 6     | 7     | 12    | 26   | 56   | 95   | 78   | 45   | 17   | 14    | 12    | 375   |
| Источник: Средние температуры и осадки, Абсолютные минимумы и максимумы |       |       |       |       |      |      |      |      |      |      |       |       |       |

## История
По легенде, все бурятские племена воевали между собой, отбирали друг у друга скот, земли и жён. Отцом Баяндая стал знаменитый богатырь Хулты-Саган, который победил всех и стал предводителем местного народа. Когда Баяндай вырос, он и его брат Ользон заменили отца. У Баяндая было семеро внуков, в честь них появились семь бурятских деревень.
Официально Баяндай упоминается как стоянка похода русских во время завоевания Восточной Сибири. Продвижение русских происходило по рекам Верхней Тунгуске (Ангаре), Нижней Тунгуске и Уде. Исходными пунктами этого продвижения были Енисейск, основанный в 1619 году, Красноярск — в 1628 году, Иркутск — в 1661 году. На этом же пути возникли: Усть-Орда, Ользоны, Половинка, Хогот. Началось переселение русских и бурят.

## Население
По результатам переписи 2020 года в Баяндае проживало 2897  человек.
| 1959  | 1979  | 1989  | 2002  | 2010  | 2011  | 2012  |
| ----- | ----- | ----- | ----- | ----- | ----- | ----- |
| 3136  | ↘2896 | ↗3383 | ↘2874 | ↘2672 | ↘2659 | ↘2621 |
| 2013  | 2014  | 2015  | 2016  | 2017  |       |       |
| ↗2636 | ↗2643 | ↘2626 | ↗2632 | ↘2626 |       |       |

## Производство
Начиная с 1990-х годов производство лёгкой и тяжёлой промышленности в посёлке резко сократилось, перешло в кризисное состояние, из которого постепенно начало выходить в конце 2000-х годов. Основным видом деятельности является сельское хозяйство — выращивание крупного рогатого скота, коней, свиней.

## СМИ
Цифровое эфирное телевидение
Все 20 каналов для мультиплекса РТРС-1 и РТРС-2; Пакет радиоканал, включает: «Вести ФМ», «Радио Маяк», «Радио России».